# Абу Али ибн Сина (връх)
Абу Али Ибн Сина, бивш връх Ленин, е вторият по височина връх в Памир.

## История
Открит е и е описан за пръв път през 1871 г. от видния руски географ и пътешественик Алексей Павлович Федченко, който го нарича Кауфман в чест на Константин Петрович Кауфман. През 1928 г. върхът е преименуван на Ленин в чест на съветския лидер Владимир Ленин.
Върхът е преименуван на Абу Али Ибн Сина (в чест на прочутия средновековен учен Авицена) с решение на правителството на Таджикистан от 4 юли 2006 г.
Първото изкачване на върха е извършено от германските алпинисти Карл Вин и Ервин Шнайдер през 1928 г. Към върха има повече от 16 катерачни маршрути през 2015 г.